# Krzysztof Kędzior
Krzysztof Józef Kędzior – polski naukowiec, profesor nauk technicznych o specjalności biomechanika, teoria maszyn i automatycznej regulacji. Emerytowany profesor zwyczajny Politechniki Warszawskiej. Dziekan Wydziału Mechanicznego Energetyki i Lotnictwa Politechniki Warszawskiej w latach 2002–2008.

## Życiorys
Studia magisterskie na Politechnice Warszawskiej ukończył w 1964. 19 lipca 1991 otrzymał tytuł profesora nauk technicznych.
Emerytowany profesor Wydziału Mechanicznego Energetyki i Lotnictwa PW (MEiL). W latach 1993–2002 dyrektor Instytutu Techniki Lotniczej i Mechaniki Stosowanej PW, a w latach 2002–2008 dziekan wydziału MEiL. Zatrudniony w charakterze profesora zwyczajnego w Zakładzie Ergonomii w Centralnym Instytucie Ochrony Pracy – Państwowym Instytucie Badawczym.   
Członek Komitetu Biocybernetyki i Inżynierii Biomedycznej Polskiej Akademii Nauk. W latach 2007–2010 zastępca przewodniczącego tegoż komitetu. W latach 2008–2011 członek Państwowej Komisji Akredytacyjnej i przewodniczący Zespołu Kierunków Studiów Technicznych tej komisji. Członek Polskiego Towarzystwa Biomechaniki, a w latach 2000–2004 prezes PTB. 

## Odznaczenia
W 2001 został odznaczony Krzyżem Kawalerskim Orderu Odrodzenia Polski, a w 2017 honorową odznaką Za 50-letnią przynależność do ZNP.

## Wybrane publikacje
- Kędzior K., Modelowanie właściwości biomechanicznych siłowników napędu mięśniowego, Wydawnictwa Politechniki Warszawskiej,  Warszawa 1978.
- Kędzior K. (red.), Ćwiczenia laboratoryjne z dynamiki i automatyki układów: praca zbiorowa, Wydawnictwa Politechniki Warszawskiej, Warszawa 1988.
- Morecki A., Kędzior K., Knapczyk J., Teoria mechanizmów i manipulatorów: podstawy i przykłady zastosowań w praktyce, Wydawnictwa Naukowo-Techniczne, Warszawa 2002, ISBN 83-204-2576-X.